# 中村滋 (数学者)
中村 滋（なかむら しげる、1943年（昭和18年） - ）は日本の数学者。専門は数論。東京海洋大学名誉教授。日本フィボナッチ協会前代表。数学教育の会会員。

## 略歴
- 1943年（昭和18年）、埼玉県に生れる。東京都で育つ。
- 1965年（昭和40年）、東京大学理学部数学科を卒業。
- 1967年（昭和42年）、東京大学大学院理学系研究科修士課程を修了。
- 東京商船大学（現東京海洋大学）海洋工学部教授を勤める。
- 2006年（平成18年）、定年退官。東京海洋大学名誉教授。学習院大学非常勤講師。

## 著書
- 『フィボナッチ数の小宇宙（ミクロコスモス）　フィボナッチ数、リュカ数、黄金分割』日本評論社、2002年9月。ISBN 4-535-78281-4。
  - 『フィボナッチ数の小宇宙（ミクロコスモス）　フィボナッチ数、リュカ数、黄金分割』（改訂版）日本評論社、2008年1月。ISBN 978-4-535-78492-5。
- 『微分積分学21講　天才たちのアイディアによる教養数学』東京図書、2008年7月。ISBN 978-4-489-02037-7。
- 『数学の花束』岩波書店、2008年11月。ISBN 978-4-00-005531-4。
- 『円錐曲線―歴史とその数理―』共立出版〈数学のかんどころ 7〉、2011年12月21日。ISBN 978-4-320-01987-4。
- 『円周率―歴史と数理―』共立出版〈数学のかんどころ 22〉、2013年11月26日。ISBN 978-4-320-11062-5。
- 『数学史の小窓』日本評論社、2015年1月。ISBN 978-4-535-78746-9。

### 共著
- 地中海文化を語る会 編『ギリシア世界からローマへ　転換の諸相』彩流社、2001年5月。ISBN 4-88202-707-0。
- 地中海文化を語る会 編『ギリシア・ローマ世界における他者』彩流社、2003年9月。ISBN 4-88202-827-1。
- 中村滋・室井和男 編『数学史―数学5000年の歩み―』共立出版、2014年11月。ISBN 978-4-320-11095-3。
- 室井和男 著・中村滋 コーディネーター 編『シュメール人の数学―粘土板に刻まれた古の数学を読む―』共立出版〈共立スマートセレクション 17〉、2017年6月。ISBN 978-4-320-00916-5。